# أمينة الجاسم
أمينة الجاسم مصممة أزياء سعودية. تركز على تصميم الأزياء النسائية وبالأخص التراثية منها وتشمل العباءات والفساتين والأثواب، وتقوم بدمج الهوية التراثية مع العصرية في أغلب تصاميمها. بين عام 2010 وعام 2012 صممت ما لا يقل عن 2.000 قطعة خاصة للمشاركين في مهرجان الجنادرية. طرحت الجاسم مجموعة من الحقائب والأحذية، في عام 1997 أطلقت خطاً خاصاً بالأزياء العصرية. شاركت في معارض عالمية كثيرة بين لندن وروما ومدريد، بالإضافة لعروض بيروت والبحرين.

## معرض مسقط
في فبراير 2012، شاركت المصممة أمينة الجاسم في أسبوع الموضة، المقام في مسقط بسلطنة عمان، حيث عرضت بعضًا من تصاميمها، ضمن العروض العالمية المتواجدة في المعرض.

## عالم لوكس للأناقة
في سبتمبر 2003، أقيم مهرجان عالم لوكس للأناقة ببيروت، الذي نظمته لوكس بمشاركة مجموعة MBC ووكالة "ناتاليز إيجنسي"، حيث شاركت المصممة أمينة الجاسم في هذا المهرجان. وكانت المرأة الأولى التي تعرض أزياءها ضمن هذا المهرجان.